# Mistrzostwa Europy w Lekkoatletyce 2018 – bieg na 5000 m kobiet
Bieg na 5000 metrów kobiet – jedna z konkurencji biegowych rozgrywanych podczas lekkoatletycznych mistrzostw Europy na Stadionie Olimpijskim w Berlinie.
Tytułu mistrzowskiego z 2016 nie obroniła Yasemin Can.

## Terminarz
| Data        | Godzina |       |
| ----------- | ------- | ----- |
| 12 sierpnia | 20:15   | Finał |

## Rekordy
Tabela prezentuje rekord świata, rekord Europy, rekord mistrzostw Europy oraz najlepsze wyniki na listach światowych i europejskich w sezonie 2018 przed rozpoczęciem mistrzostw.
|                          | Zawodniczka       | Wynik    | Miejsce   | Data                 | Źródło |
| ------------------------ | ----------------- | -------- | --------- | -------------------- | ------ |
| Rekord świata            | Tirunesh Dibaba   | 14:11,15 | Oslo      | 6 czerwca 2008(dts)  | [ 1 ]  |
| Rekord Europy            | Sifan Hassan      | 14:22,34 | Rabat     | 13 lipca 2018(dts)   | [ 2 ]  |
| Rekord mistrzostw Europy | Elvan Abeylegesse | 14:54,44 | Barcelona | 1 sierpnia 2010(dts) | [ 3 ]  |
| Listy światowe           | Hellen Obiri      | 14:21,75 | Rabat     | 13 lipca 2018(dts)   | [ 4 ]  |
| Listy europejskie        | Sifan Hassan      | 14:22,34 | Rabat     | 13 lipca 2018(dts)   | [ 5 ]  |

## Rezultaty
Źródło: european-athletics.org.
| Pozycja | Zawodniczka             | Państwo         | Czas     | Uwagi     |
| ------- | ----------------------- | --------------- | -------- | --------- |
| 01 !    | Sifan Hassan            | Holandia        | 14:46,12 | CR        |
| 02 !    | Eilish McColgan         | Wielka Brytania | 14:53,05 |           |
| 03 !    | Yasemin Can             | Turcja          | 14:57,63 | SB        |
| 4.      | Konstanze Klosterhalfen | Niemcy          | 15:03,73 | SB        |
| 5.      | Melissa Courtney        | Wielka Brytania | 15:04,75 | PB        |
| 6.      | Susan Krumins           | Holandia        | 15:09,65 | SB        |
| 7.      | Ancuța Bobocel          | Rumunia         | 15:16,13 | PB        |
| 8.      | Maureen Koster          | Holandia        | 15:21,64 |           |
| 9.      | Charlotta Fougberg      | Szwecja         | 15:24,36 |           |
| 10.     | Stephanie Twell         | Wielka Brytania | 15:41,10 |           |
| 11.     | Katarzyna Rutkowska     | Polska          | 15:41,52 |           |
| 12.     | Paulina Kaczyńska       | Polska          | 15:49,21 |           |
| 13.     | Louise Carton           | Belgia          | 15:53,27 |           |
| 14.     | Denise Krebs            | Niemcy          | 16:07,98 |           |
| 15.     | Julija Szmatenko        | Ukraina         | 16:41,37 |           |
| 16 !    | Linn Nilsson            | Szwecja         | DNF      |           |
| 16 !    | Hanna Klein             | Niemcy          | DNF      |           |
| 18 !    | Nada Pauer              | Austria         | DQ       | 163.5 (c) |
| 18 !    | Lonah Chemtai Salpeter  | Izrael          | DQ       | 163.5 (c) |